# Civilization V
Civilization V (hay tên đầy đủ là Sid Meier's Civilization V là một video game 4X do Firaxis phát triển trên hệ Microsoft Windows vào tháng 9 năm 2010 và trên hệ Mac OS X ngày 23 tháng 11 năm 2010.
Trong Civilization V, người chơi bắt đầu từ thời điểm của các nền văn minh tiền sử và đến tương lai trên một bản đồ cho trước, và để chiến thắng phải thỏa mãn một số điều kiện khác nhau thông qua nghiên cứu, ngoại giao, mở rộng lãnh thổ, phát triển kinh tế, xâm chiếm các vùng đất/lãnh thổ khác. Game dựa trên một game engine hoàn toàn mới với các ô lục giác, đây là một cải tiến so với các phiên bản trước dùng ô tứ giác. Nhiều đặc điểm của phiên bản Civilization IV và các phiên bản mở rộng của nó đã bị loại bỏ hoặc thay đổi như tôn giáo và tình báo(nhưng được bổ sung ở các phần mở rộng tải về). Hệ thống chiến đấu đã được thay đổi đáng kể, như phiên bản này chỉ cho phép đặt một loại quân lên một ô còn phiên bản trước có thể dồn tất cả quân lên một ô; và cho phép thành phố tự bảo vệ bằng cách khai hỏa trực tiếp đối với kẻ thù trong một phạm vi nhất định xung quanh thành phố. Thêm vào đó, các bản đồ chứa các nước do máy tính điều khiển (hay AI-trí tuệ nhân tạo) cũng có khả năng thông thương, ngoại giao và chinh phục. Ranh giới của một nền văn minh cũng được mở rộng một ô một lần, và đường sá cũng phải tốn chi phí bảo trì làm cho chúng trở nên ít phổ biến hơn.
Trò chơi có những điểm đặc biệt như cộng đồng, giữa các người chơi trò chơi nhập vai và nhiều người có thể chơi online với nhau.

## Nội dung
Civilization V là một loại trò chơi chiến thuật theo lượt, theo đó mỗi người chơi sẽ đại diện cho một lãnh đạo của một quốc gia cho trước và phải phát triển đất nước qua hàng ngàn năm. Trò chơi bắt đầu với việc thành lập một nơi định cư ban đầu và kết thúc khi đạt được một trong những điều kiện chiến thắng hoặc tồn tại cho đến khi kết thúc thời gian game mà tại thời điểm đó nền văn minh (civilization) đạt được số điểm cao nhất, được tính theo một số yếu tố, để tuyên bố chiến thắng. Trong khi chơi, người chơi phải quản lý các unit gồm cư dân và quân đội: nhằm khám phá thế giới, lập các thành phố mới, chiến đấu với các civilization khác, kiểm soát sản lượng (production) trong các thành phố của họ để có thể xây dựng các unit và công trình mới, mở rộng lãnh thổ, ngoại giao với các civilization khác trong game, và cuối cùng là trực tiếp phát triển nền văn minh thông qua công nghệ, văn hóa, cung cấp thực phẩm, và kinh tế. Các điều kiện chiến thắng có thể bao gồm việc chinh phục các quốc gia khác trên toàn bản đồ bằng vũ lực, thuyết phục các nền văn minh khác thông quan ngoại giao để thể hiện bạn là người có tài lãnh đạo, xây dựng các "Utopia Project" bằng cách thiết lập các chính sách xã hội hoặc chiến thắng cuộc đua vào không gian thông qua việc phóng thành công tàu không gian.

### Các nước do máy tính điều khiển
Trí tuệ nhân tạo (AI) trong Civilization V được thiết kế vận hành ở 4 cấp: AI chiến thuật kiểm soát các unit riêng biệt; AI vận hành giám sát toàn bộ trận chiến; AI chiến lược kiểm soát toàn bộ đế chế; và AI lớn ấn định các mục tiêu dài hạn và xác định cách để chiến thắng game. Bốn cấp AI bổ sung cho nhau cho phép tạo ta các ứng xử AI linh động và phức tạp.
Mỗi lãnh đạo do AI điều kiển có một tích cách đặc trưng, được xác định bởi sự kết hợp của 'flavors' trên thang điểm 10; tuy nhiên, các giá trị có thể khác nhau chút ít trong mỗi game. Có 26 flavor, được chia thành các thể loại gồm phát triển, mở rộng, chiến thuật mở rộng, ưu đãi về quân đội, tổ hợp, tổ hợp hải quân, phát triển hải quân, và các ưu đãi phát triển.

### Các điều kiện chiến thắng
Như các phiên bản trước, có nhiều cách để chiến thắng trong game ngoài việc dùng quân sự để chinh phạt. Người chơi có thể tập trung vào nghiên cứu khoa học và trở thanh người đầu tiên phóng tàu vũ trụ, sẽ chiến thắng nội dung chinh phục vũ trụ(. Để chiến thắng về mặt ngoại giao thì cần có sự chấp thuận của các đế chế và các city state khác trong Liên hiệp Quốc. Đối với mục tiêu văn hóa, để chiến thắng người chơi phải mở được hết tất cả năm trong 10 mục trong chính sách xã hội ("social policy") và hoàn thành dự án Utopia (reminiscent of the Ascent to Transcendence secret project in Sid Meier's Alpha Centauri). Chiếm lĩnh thế giới là một lựa chọn hiển nhiên nhưng điều kiện chiến thắng đã được đơn giản hoá so với các phiên bản trước đó. Ngoài việc chinh phạt các civilization khác, người cuối cùng giữ được thủ đô ban đầu sẽ chiến thắng bằng cách chinh phạt. Người chơi cũng chiến thắng nếu đạt được điểm chung cuộc cao nhất vào năm 2050.

### Các nền văn minh và Lãnh đạo
Có 18 nền văn minh được đề cập trong bản tiêu chuẩn của game Civilization V. Người chơi chọn một nền văn minh và đóng vai trò là lãnh tụ của nền văn minh đó. Mỗi lãnh tụ của một nền văn minh có một unit thống nhất, và khả năng riêng biệt. Người chơi có thể tương tác với các lãnh tụ của các nền văn minh khác thông qua màn hình ngoại giao, với các đặc điểm là họ nói bằng ngôn ngữ bản địa của họ. Ví dụ, Augustus Caesar nói tiếng Latin và Moctezuma nói tiếng Nahuatl. Theo Émile Khordoc, người nói theo tiếng của Augustus Caesar, các giọng của các lãnh tụ được thu âm đầu năm 2009, khoảng 1 năm rưỡi trước khi phát hành game.
| Civilization | Lãnh tụ                  | Thủ đô       | Unit 1 đặc trưng        | Unit 2 đặc trưng             | Kiến trúc đặc trưng | Khả năng đặc trưng      |
| ------------ | ------------------------ | ------------ | ----------------------- | ---------------------------- | ------------------- | ----------------------- |
| Hoa Kỳ       | Washington               | Washington   | Minuteman               | B17                          | None                | Vận mệnh hiển nhiên     |
| Ả Rập        | Harun Al-Rashid          | Mecca        | Bắn cung lạc đà         | không                        | Bazaar              | Đoàn thương gia         |
| Aztec        | Moctezuma                | Tenōchtitlān | Báo đốm mỹ              | None                         | Vườn nổi            | Sacrificial Captives    |
| Trung Quốc   | Võ Tắc Thiên             | Bắc Kinh     | Chu-Ko-Nu               | None                         | Giấy Maker          | Binh pháp Tôn Tử        |
| Ai Cập       | Ramesses II              | Thebes       | War Chariot             | None                         | Burial Tomb         | Di tích xây dựng        |
| Anh          | Elizabeth I              | London       | Longbowman              | Tàu chiến tuyến              | None                | Sun Never Sets          |
| Pháp         | Napoléon                 | Paris        | Lính ngự lâm            | Lê dương Pháp-Foreign Legion | None                | Ancien Regime           |
| Đức          | Bismarck                 | Berlin       | Landsknecht             | xe tăng panzer               | None                | Furor Teutonicus        |
| Hy Lạp       | Alexandros               | Athena       | Hoplite                 | Companion Cavalry            | None                | Hellenic League         |
| Ấn Độ        | Gandhi                   | Delhi        | chiến tượng             | -                            | Mughal Fort         | Population Growth       |
| Iroquois     | Hiawatha                 | Onondaga     | Mohawk Warrior          | None                         | Longhouse           | The Great Warpath       |
| Nhật Bản     | Oda Nobunaga             | Kyoto        | Samurai                 | A6M Zero                     | None                | Võ sĩ đạo               |
| Ottoman      | Suleiman the Magnificent | Istanbul     | Janissary               | Sipahi                       | None                | Barbary Corsairs        |
| Persia       | Darius                   | Persepolis   | Immortal                | None                         | Satrap's Court      | Nhà Achaemenes          |
| Rome         | Augustus                 | Roma         | Lê Dương La Mã-Lê dương | Ballista                     | None                | The Glory of Rome       |
| Nga          | Ekaterina                | Moskva       | Cossack                 | None                         | Krepost             | Siberian Riches         |
| Xiêm         | Ramkhamhaeng the Great   | Sukhotai     | Naresuan's Elephant     | None                         | Wat                 | Father Governs Children |
| Songhai      | Askia                    | Gao          | Mandekalu Cavalry       | None                         | Lăng mộ Askia       | River Warlord           |